# SK엔무브
SK엔무브는 2009년 SK에너지의 윤활유부문에서 물적분할하여 설립된 회사로, 본사는 서울특별시 종로구 종로 26 (서린동)에 있다.

## 역사
- 2009년 - SK루브리컨츠 설립 (SK에너지로 부터 회사분할,윤활유 사업을 이관)
- 2012년 - 중국 Tianjin 윤활유 Plant 완공
- 2013년 - 울산 HBO 공정의 성공적 가동
- 2014년 - SKSOL LUBE BASE OILS, S.A. 상업생산 시작
- 2022년 - SK엔무브로 사명변경
- 2025년 - 한국거래소에 유가증권시장 상장을 위한 예비 심사를 청구할 예정이다.[1]

## 사업장
- 본사 : 서울특별시 종로구 종로 26 SK빌딩
- 울산CLX : 울산광역시 남구 신여천로 2

## 사업영역
- Group3 / Group3+ 기유 생산
- EVF(전기차 윤활유) 제조
- 엔진오일 제조
- 기어오일 제조
- 유압유 및 산업유 제조

### 유베이스, 유베이스 플러스
SK엔무브의 가장 큰 사업은 기유 제조생산으로 유베이스란 브랜드명의 그룹3, 그룹3+ 고급 기유를 만든다. 이 기유는 모빌원, 캐스트롤 등 고급 엔진오일 레시피에 등재된 기유이다. 해당 고급 엔진오일에 SK엔무브가 제조한 유베이스 기유가 들어가고 있다는 것. 이로 인해 2025년 현재, 전세계 기유 공급량 중 40%로 기유공급량 세계 1위를 맡을 정도로 글로벌적으로 중요한 기유제조사이다.